# (2778) Tangshan
(2778) Tangshan es un asteroide que forma parte del cinturón de asteroides y fue descubierto el 14 de diciembre de 1979 por el equipo del Observatorio de la Montaña Púrpura desde el observatorio homónimo de Nankín, China.

## Designación y nombre
Tangshan se designó inicialmente como 1979 XP.
Más adelante, en 1992, fue nombrado por la ciudad china de Tangshan.

## Características orbitales
Tangshan está situado a una distancia media del Sol de 2,282 ua, pudiendo acercarse hasta 2,005 ua y alejarse hasta 2,559 ua. Tiene una inclinación orbital de 4,615 grados y una excentricidad de 0,1213. Emplea 1259 días en completar una órbita alrededor del Sol.

## Características físicas
La magnitud absoluta de Tangshan es 13,1 y el periodo de rotación de 3,461 horas. Está asignado al tipo espectral Cb de la clasificación SMASSII.